# Maria Beisert
Maria Janina Beisert (ur. 15 czerwca 1951 w Poznaniu) – polska prawnik, psycholog, seksuolog, doktor habilitowana nauk humanistycznych, profesor Uniwersytetu im. Adama Mickiewicza, prezes Polskiego Towarzystwa Seksuologicznego

## Życiorys
Absolwentka prawa (1973; praca magisterska: Oceny moralne dotyczące stanu wyższej konieczności; promotor: Zygmunt Ziembiński) i psychologii (1977; praca magisterska: Wpływ stereotypów na funkcjonowanie rodziny; promotor: Czesław Matusewicz) na UAM. W 1974 rozpoczęła pracę w Instytucie nauk Prawniczych PAN na stanowisku asystenta. Od 1977 jako asystent, a po dwóch latach starszy asystent w Akademii Medycznej w Poznaniu. Od 1987 na stanowisku adiunkta w Instytucie Psychologii UAM, a od 2000 profesora.
Od 2007 jest kierowniczką Pracowni, a od 2014 Zakładu Seksuologii Klinicznej i Społecznej Wydziału Psychologii i Kognitywistyki UAM w Poznaniu i  Podyplomowych Studiów Seksuologia Kliniczna Opiniowanie, Edukacja, Terapia przy Wydziale Psychologii i Kognitywistyki UAM.
Prezeska Zarządu Polskiego Towarzystwa Seksuologicznego i członkini Europejskiego Towarzystwa Psychologii Zdrowia (European Society on Family Relations).
W 1986 uzyskała stopień doktora nauk humanistycznych w zakresie psychologii na podstawie rozprawy Komunikacja interpersonalna w małżeństwach z zaburzoną funkcją prokreacyjną (promotorka Helena Sęk). 29 maja 2001 roku uzyskała habilitację na podstawie rozprawy Rozwód. Proces radzenia sobie z kryzysem (recenzenci prof. prof. Helena Sęk, Lidia Grzesiuk, Jan Czesław Czabała). W 2013 uzyskała tytuł naukowy profesora.
Prowadzi własną praktykę psychologiczną nastawioną na pomoc ludziom w rozwiązywaniu problemów osobistych.
Uczestniczyła w wielu projektach badawczych m.in.:
- 1990 Program resortowy CPB
- 1992 Wzorce zmagania się dorosłych członków rodziny z rozwodem
- 1993 Strategie radzenia sobie z rozwodem a zdrowie osób rozwiedzionych
- 1994 Zespół wypalenia zawodowego, psychologiczne uwarunkowania i zapobieganie
- 1995 Efektywność procesu zmagania się z rozwodem. Systemy uzależnień w rodzinach dzieci wykorzystywanych seksualnie. Psychologiczne uwarunkowania zachowań dewiacyjnych.

Wielokrotnie wygłaszała referaty na konferencjach w różnych ośrodkach akademickich i uczestniczyła w zjazdach medyczno-naukowych m.in.:
- IV/V 2005 IV Zjeździe Polskiego Towarzystwa Medycyny Rodzinnej referat pt. Bio-psycho-społeczne uwarunkowania zaburzeń seksualnych i ich konsekwencje terapeutyczne
- 2005 Konferencja naukowa Lęk i depresja Collegium Medicum im. Ludwika Rydygiera w Bydgoszczy
- III 2006 Ogólnopolska Konferencja Dziecko w sądzie - mały świadek Europejskie Stowarzyszenie Studentów Prawa ELSA Łódź
- IV 2006 Zagrożenia współczesnej młodzieży polskiej – w poszukiwaniu tożsamości... Uniwersytet Gdański

Otrzymywała indywidualne nagrody naukowe m.in. w 1991, 1993, 2009 rektora UAM.

## Książki
- Seks twojego dziecka (1991, ISBN 83-900123-0-8)
- Rozwód. Proces radzenia sobie z kryzysem (2000, ISBN 83-7112-075-3)
- Kazirodztwo. Rodzice w roli sprawców (2004, ISBN 83-7383-081-2)
- Seksualność w cyklu życia człowieka (red.) (2004, ISBN 83-920279-0-6)
- Pedofilia. Geneza i mechanizm zaburzenia (2012, ISBN 978-83-7489-366-4)
- Masturbacja dziecięca. Od diagnozy do interwencji (2022, ISBN 978-83-01-22197-3)
- Rozwój seksualny w okresie dzieciństwa Tom 1 (2023, ISBN 978-83-01-23186-6)